# Acartauchenius planiceps
Espèce
Acartauchenius planiceps est une espèce d'araignées aranéomorphes de la famille des Linyphiidae.

## Distribution
Cette espèce est endémique d'Algérie.

## Publication originale
- Bosmans, 2002 : Les genres Acartauchenius Simon et Thaumatoncus Simon en Afrique du Nord. Etudes sur les Linyphiidae africaines, no IX (Araneae, Linyphiidae, Erigoninae). Revue arachnologique, vol. 14, no 1, p. 1-24.